# 熱い嵐
『熱い嵐』（あついあらし）は、TBS系で1979年2月26日に放映された単発スペシャルのテレビドラマ。
原作は松浦行真の小説『熱い嵐 高橋是清の生涯』。高橋是清の生涯と、激動の昭和初期を描いたものである。

## キャスト
- 高橋是清 - 国広富之（青春時代）→森繁久彌
- 高橋品子 - 竹下景子（青春時代）→森光子（特別出演）
- 高橋友子 - 大場久美子
- 芸者桝吉 - 大原麗子
- 祖母・喜代子 - 沢村貞子
- 前田正名 - 藤岡弘
- 松方正義 - 横内正
- 牧田万象 - 田中明夫
- 半田徳蔵 - 東野英心
- 駒与楚松 - 鈴木ヒロミツ
- 特許請願者第一号 - 常田富士男
- 原田宗助 - 神太郎
- 本多喜一 - 矢崎滋
- 南校小使 - 北見治一
- 芸者 - 佳島由季
- リチャード・ブラウン - ドレック・ウーリー
- メアリー・ブラウン - アニタ・ブラウン
- 阿部金八郎 - 三沢慎吾（青年時代）→大滝秀治
- 井上準之助 - 山﨑努
- 原敬 - 岡田英次
- 田中義一 - 鈴木瑞穂
- 高橋是光 - 柴田恭兵
- はる - 古手川祐子
- 加藤友三郎 - 須賀不二男
- 田村執事 - 相沢治夫
- 犬養毅 - 原保美
- 荒木貞夫 - 高松英郎
- 深井英五 - 久米明
- 川島陸相 - 渡辺文雄
- 大角海相 - 垂水悟郎
- 岡田首相 - 巌金四郎
- 青年将校 - 綿引洪
- 青年将校 - 明石勤
- 小菊 - 結城しのぶ
- 水谷中尉 - 勝野洋
- 上塚秘書官 - 小野寺昭
- 森有礼 - 竹脇無我
- その他 - 宮川洋一、奥村公延、和田周、加藤健一、益富信孝、福崎和宏、竹内のぶし、伊藤敏孝、三上昭子、森愛、日向明子、広京子、時任やまと、遠藤義徳、岡田まさあき、松野達也、高杉哲平、入江正徳、藤城裕士、志賀眞津子、外野村晋、相原巨典、大山豊、稲川善一、山本武、中島元、丸山詠二、須永慶、竹内靖、大矢兼臣、酒井郷博、堀礼文、草薙良一、岡田潔、内藤均、竹田洋和、桐原史雄、三川雄三、菅原チネ子、青森伸、上田忠好、和沢昌治、岩城和男、側見民雄、水橋和夫、浜谷真理子
- ナレーター - 神山繁

## スタッフ
- 原作 - 松浦行真
- 脚本 - 田向正健
- 音楽 - 小室等
- 擬斗 - 國井正廣
- 題字 - 望月美佐
- 資料協力 - 阿井文瓶、中原朗、杉江慧子、長幸男、加藤三郎、高橋誠、高橋是彰、瀬沼茂樹、松浦行真
- 協力 - 日本銀行
- 技術 - 中島靖人
- カメラ - 三島木好光、藤田義昭
- 照明 - 加藤静夫、伊藤博介
- サンライズ - 米田俊一
- 音声 - 高橋進、山口茂
- カラー調整 - 小野英夫
- VTR - 桜井正久、清水浩二
- 美術制作 - 大根幸治
- 美術進行 - 石本富雄
- デザイン - 桜井鉄夫、山田栄
- 音響 - 若林宏夫
- アートメイク・トキ - 阿部時雄
- 京都衣裳 - 栗原正次
- 細野かつら - 秋葉文清、水口誠也、深町二宏
- テレフィット - 小林昌三、笹原章二、松岡本康
- 東宝舞台 - 尾藤良雄、有村富夫
- 京阪商会 - 後藤博道
- 演出補 - 秋山征夫、岩本真己、猪原達三、上野堯、木村修一、中野幸隆
- T・K - 原田靖子
- プロデューサー - 大山勝美、鈴木淳生
- 演出 - 高橋一郎
- 製作著作 - TBS

## テーマ曲
- 小室等「いま生きているということ」（エンディング）